# Жан Шарль Марі Греньє
Жан Шарль Марі Греньє (фр. Jean Charles Marie Grenier, 4 листопада 1808 — 9 листопада 1875) — французький ботанік, професор ботаніки, зоолог та натураліст.

## Біографія
Жан Шарль Марі Греньє народився 4 листопада 1808 року у Безансоні.
Він був професором ботаніки на Факультеті Наук у Безансоні.
Греньє описав сотні видів рослин, багато з яких у співпраці з ботаніком, лікарем та професором природознавства Домініком Александром Годроном (1807—1880). Спільно з професором Годроном він опублікував тритомну працю з французької флори під назвою Flore de France (1848—1856). Гренье
є також був автором роботи Flore de la châine jurassique (1865—1875).
Жан Шарль Марі Греньє помер 9 листопада 1875 року в Безансоні.

## Наукова діяльність
Жан Шарль Марі Греньє спеціалізувався на папоротеподібних та на насіннєвих рослинах.

## Наукові роботи
- Flore de France, en collaboration avec le professeur Dominique Alexandre Gordon. 3 vols. 1848–1856.
- Flore de la châine jurassique. 3 vols. 1865–1875.